# Marie-Ange Mushobekwa
Marie-Ange Mushobekwa (aussi connue sous son nom d'épouse Marie-Ange Mushobekwa-Likulia) est une journaliste et femme politique congolaise née le 19 décembre 1973 à Bukavu (Sud-Kivu). Ministre des Droits humains de 2016 à 2019 sous la présidence de Joseph Kabila, elle fut également Ministre de la Communication et Porte-parole du gouvernement par intérim en 2019 à la suite de l'élection de Félix Tshisekedi.
Présidente-fondatrice de son propre parti, le Mouvement pour la cohésion nationale (MCN), elle est députée nationale de 2019 à 2022 pour la circonscription de Kabare (Sud-Kivu) avant que son mandat ne soit invalidé. 
Elle a également longtemps travaillé sur la chaîne de télévision Antenne A, où elle a présenté à partir de 1999 l'émission politique À cœur ouvert. 

## Biographie

### Jeunesse
Marie-Ange Mushobekwa est née le 19 décembre 1973 à Bukavu (Sud-Kivu), de Prospère Mushobekwa et Muderwa Nawesi. Elle détient une licence en sciences de l'information et de la communication.

### Télévision
Le 11 juillet 1999, elle présente le premier numéro de l'émission politique À cœur ouvert, dont elle est également productrice. Elle présentera cette émission pendant plus de 10 ans sur Antenne A. 
En août 2004, la rediffusion du premier numéro à l'occasion des 5 ans de l'émission provoque une controverse. On y voit le sénateur Jeannot Bemba Saolona critiquer son fils Jean-Pierre Bemba Gombo (alors vice-président du Congo) dans le contexte de la Deuxième guerre du Congo, en le qualifiant de « marionnette des Ougandais » et en ajoutant qu'il avait « du sang sur les mains ». Cette rediffusion est perçue comme une tentative de discréditer le vice-président, et suscite des plaintes et critiques de la part des deux hommes impliqués, ainsi que de Thomas Luhaka, alors secrétaire général du Mouvement de libération du Congo (MLC). À la suite de cette rediffusion, Marie-Ange Mushobekwa dit avoir reçu « à cinq reprises, en l'espace de deux semaines, des appels anonymes de menaces de mort », et est également accusée de corruption. Elle se défend de ces attaques, décrétant que son honneur a été souillé et qu'elle se sent en « insécurité totale ».

### Carrière politique
Le 1er juin 2010, elle crée son propre parti politique d'opposition, le Mouvement pour la cohésion nationale (MCN), allié à l'UDPS. Le parti participe aux élections législatives de 2011.
Réputée proche de Vital Kamerhe, elle fait partie des signataires de l'« Accord du 18 octobre 2016 », qui a notamment obligé le président Joseph Kabila à nommer un membre de l'opposition au poste de Premier ministre.

#### Ministre des droits humains
Le 19 décembre 2016, elle fait son entrée au gouvernement en étant nommée Ministre des Droits humains dans le gouvernement Badibanga, succédant partiellement au Ministre de la Justice Alexis Thambwe Mwamba, qui s'occupait jusqu'ici de ce domaine. Elle est maintenue à son poste le 9 mai 2017 au sein du gouvernement Tshibala.

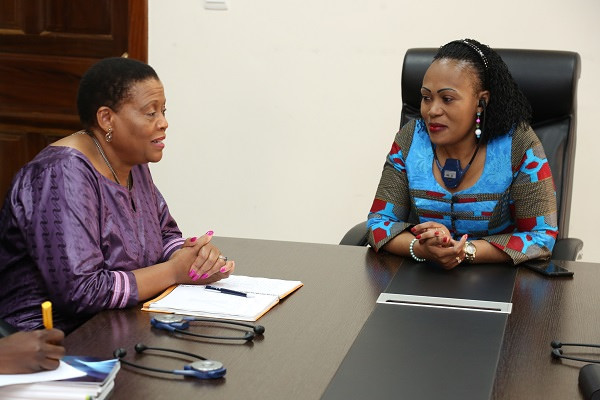
Marie-Ange Mushobekwa (à droite) en réunion avec Pansy Tlakula, Présidente de la Commission africaine des Droits de l'Homme et des Peuples, en octobre 2017.

En octobre 2017, elle milite en faveur de l'entrée de la RDC au Conseil des droits de l'homme des Nations unies. En réaction aux critiques, et notamment au fait que 157 ONG congolaises aient contacté les États-membres de l'ONU afin qu'ils rejettent la candidature de leur pays, elle argue que « tous les pays qui y siègent ne sont pas nécessairement exemplaires » et que même si la RDC n'est pas parfaite, elle n'est pas non plus « un enfer ». Le 16 octobre, la RDC réussie à rentrer dans le Conseil, récoltant 151 voix sur 193, ce qui est l'un des plus bas scores obtenu par un pays candidat. Considéré comme une victoire diplomatique par le gouvernement, les organisations de la société civile dénoncent cependant « un affront fait aux personnes arrêtées ou assassinées ces dernières années en RDC ».
En janvier 2018, sa visite au chevet de Dorcas Makaya, lycéenne gravement blessée par balle au visage lors de la répression de la manifestation du 31 décembre 2017, créée la polémique. Une journaliste ayant suivi la ministre publie des photos de cette visite ainsi qu'une lettre supposément rédigée par la lycéenne, où cette dernière explique avoir eu ses blessures en tombant, et remercie le Premier ministre Bruno Tshibala. Marie-Ange Mushobekwa est alors vivement critiquée par l'opposition, qui l'accuse d'avoir dicté le contenu de la lettre à la jeune fille. La Ministre dément, et accuse la journaliste d'avoir « tronqué la vérité pour [lui] nuire ».
En juillet 2018, elle signe aux côtés d'autres ministres et personnalités la charte constitutive du Front commun pour le Congo (FCC), plateforme électorale créée par le président Joseph Kabila.
À la suite de la présidentielle de décembre 2018 et l'élection de Félix Tshisekedi (UDPS), elle fait partie en mars 2019 des membres du gouvernement par intérim, assurant la fonction de ministre de la Communication ainsi que de porte-parole du gouvernement à la place de Lambert Mende, en plus de conserver son poste au Ministère des Droits humains. 
Le 24 avril 2019, dans un rapport remis au Comité de l'ONU contre la torture, Marie-Ange Mushobekwa reconnaît l'existence de la torture en milieu carcéral en RDC. Elle précise à cette occasion que la seule manière d'éliminer ce phénomène est de le sanctionner sévèrement, mais aussi de faire un travail de prévention en vulgarisant la loi criminalisant la torture.
En juillet 2019, lors d'une prise de parole sur le mariage homosexuel devant le Conseil des droits de l'Homme de l'ONU, elle rappelle qu'aucune culture, coutume ou loi de RDC n'autorise cette pratique, que les Congolais doivent protéger leur culture, et qu'elle-même ne se sent pas prête à accepter le mariage homosexuel en RDC.
Le 9 septembre 2019, à la suite de la nomination du gouvernement Ilunga, elle laisse sa place de ministre des Droits humains à André Lite, se déclarant satisfaite du travail accompli à ce ministère, et laisse celle de ministre de la Communication à Jolino Makelele.

#### Députée nationale
Candidate malheureuse lors des législatives de décembre 2018 dans la circonscription de Kabare (Sud-Kivu), elle accède malgré tout au mandat de députée nationale quand l'élection de son adversaire Faustin Kaningu est invalidée en mai 2019 par le Conseil constitutionnel. Cette décision provoque de nombreuses manifestations au sein de la population de Kabare, que Marie-Ange Mushobekwa qualifie de « manifestations de jeunes drogués »,. Elle prend officiellement ses fonctions au sein de l'Assemblée nationale le 28 août 2019.
Anciennement alliée de l'UDPS, parti désormais au pouvoir, Marie-Ange Mushobekwa annonce en janvier 2021 son basculement officiel dans l'opposition ainsi que le rattachement de son parti, le Mouvement pour la cohésion nationale (MCN), au Front commun pour le Congo (FCC), coalition pro-Kabila à l'Assemblée nationale.
Le 15 juin 2022, son mandat est invalidé, aux côtés de celui de 4 autres députés, pour absences injustifiées, et elle doit laisser sa place à son suppléant,. Réfutant ces accusations d'absentéisme, elle dénonce alors une décision politique émanant de la Présidence.

### Vie personnelle
Marie-Ange Mushobekwa est de confession catholique. Elle fut l'épouse de Claudien Likulia Lifoma, ancien député de la Province orientale (Basoko), décédé le 8 novembre 2015 à Paris à l'âge de 51 ans. Ils eurent ensemble 7 enfants,,.